# Dračić
Dračić (en serbe cyrillique : Драчић) est un village de Serbie situé sur le territoire de la Ville de Valjevo, district de Kolubara. Au recensement de 2011, il comptait 267 habitants.

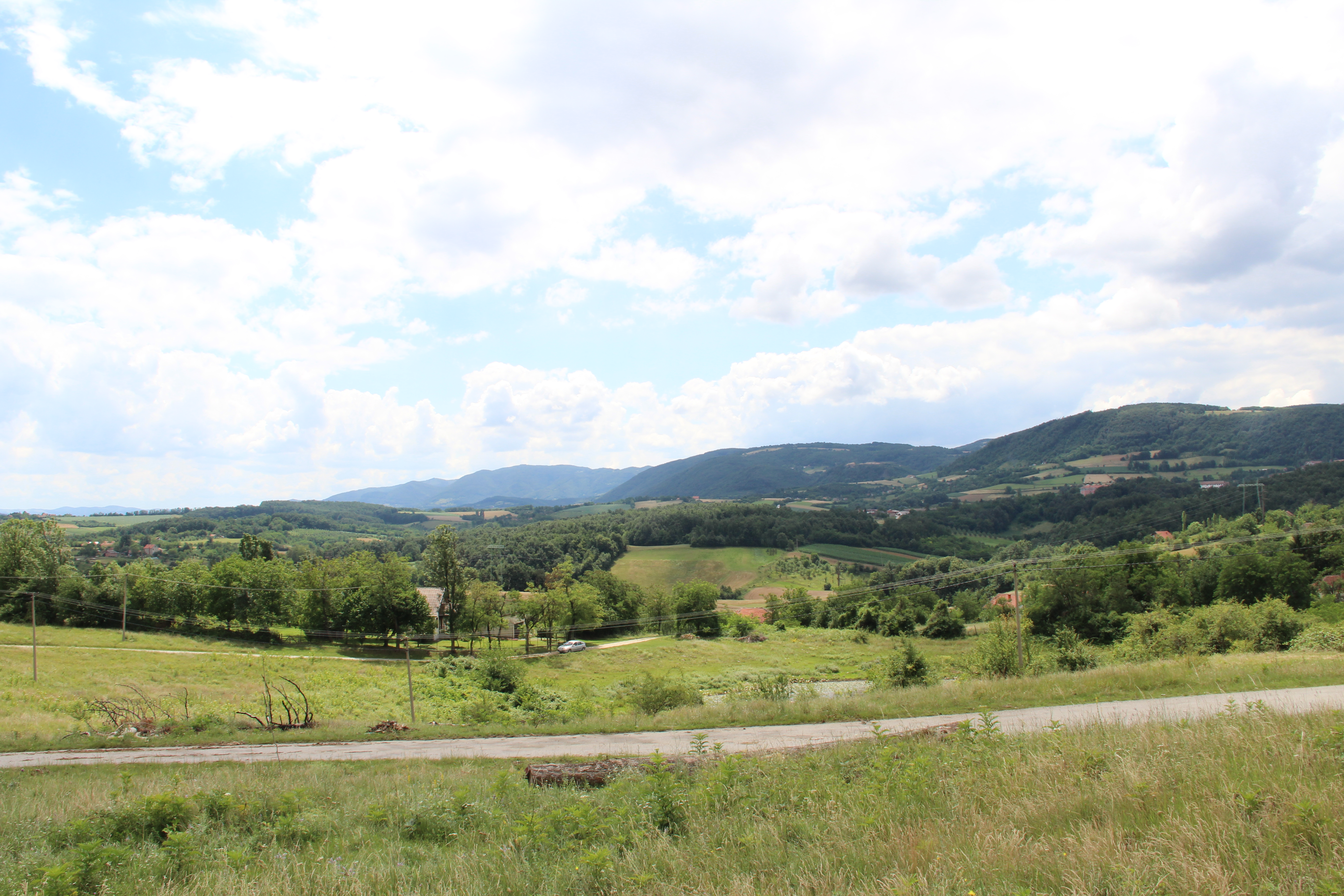
Dračić - panorama
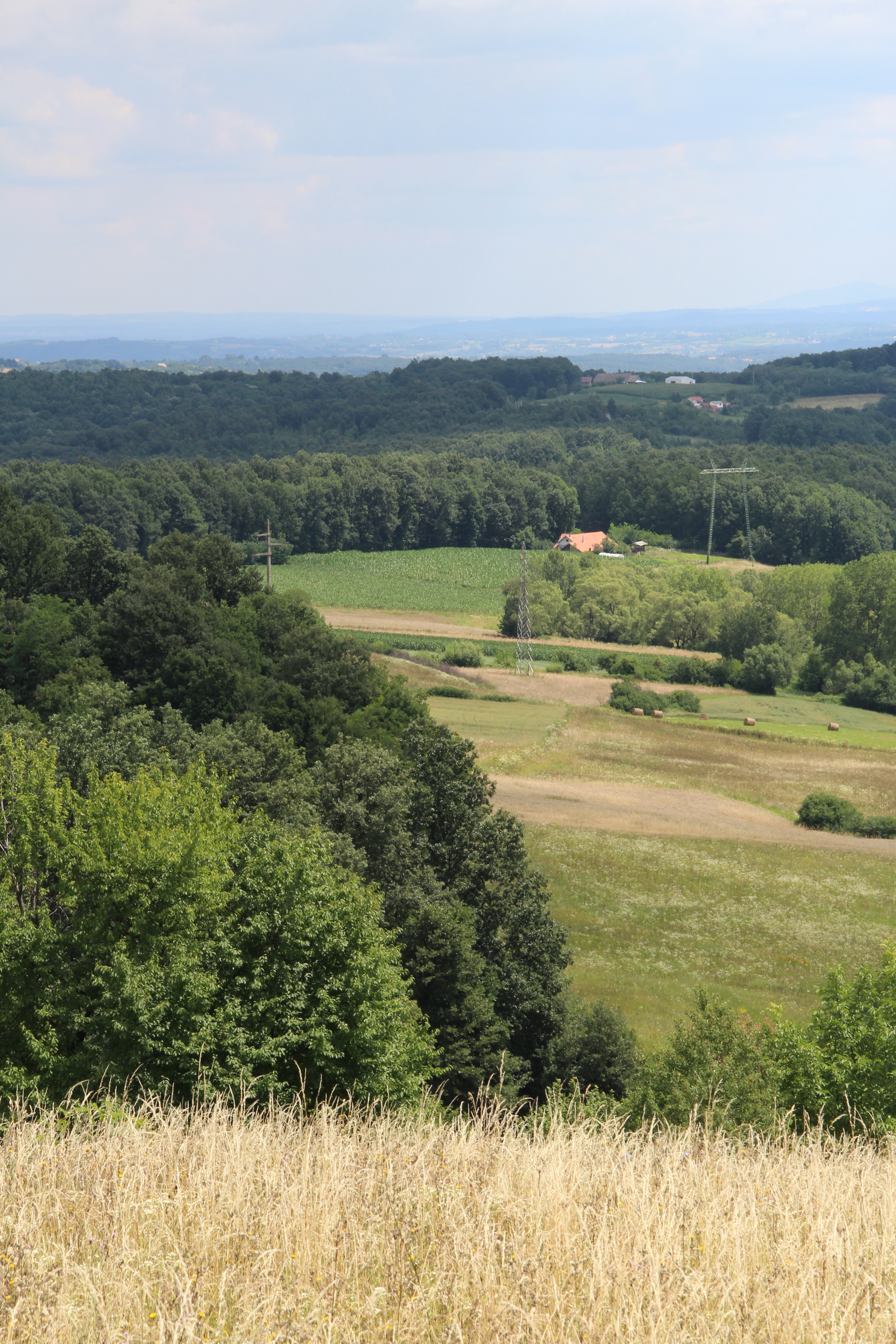
Dračić - panorama
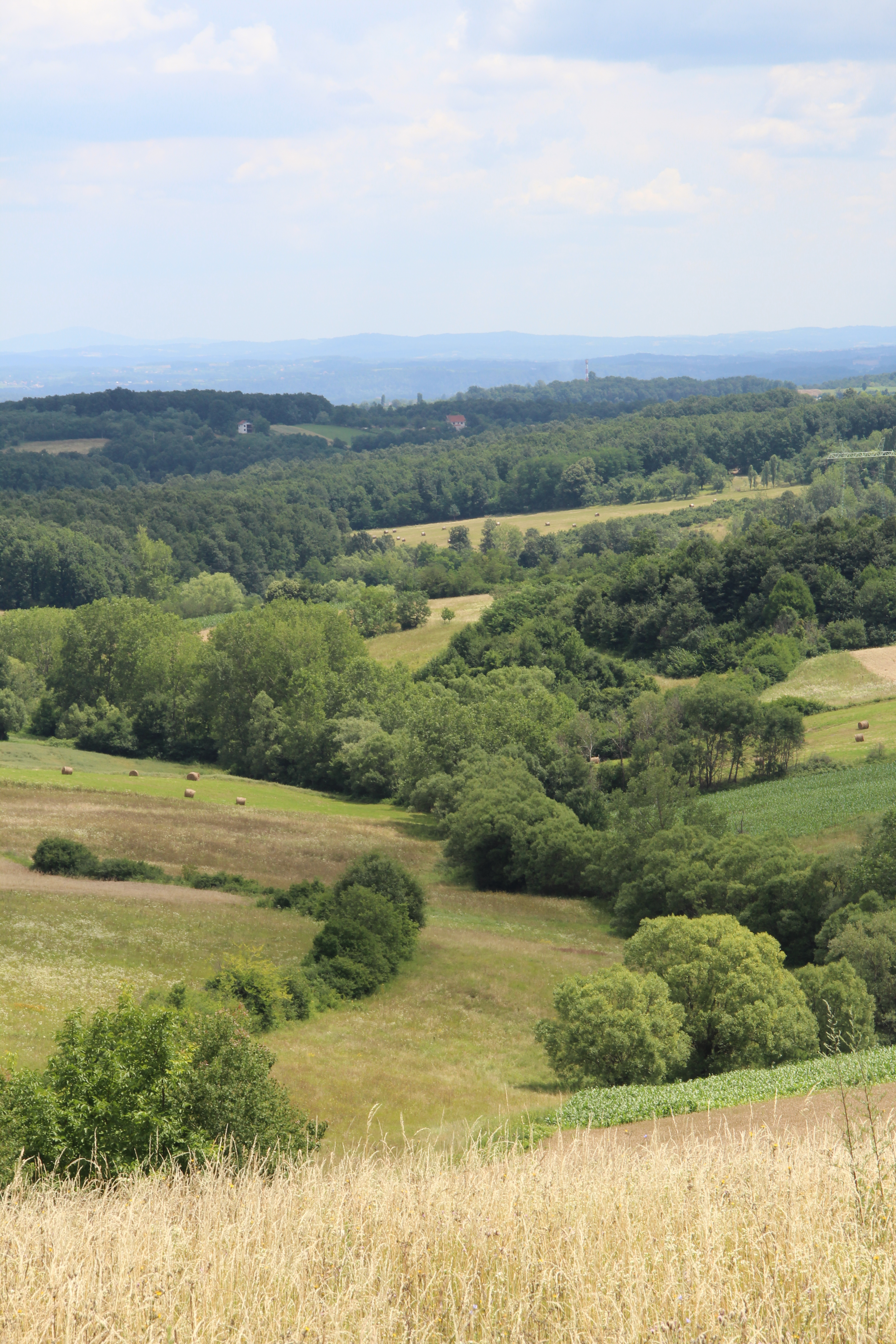
Dračić - panorama
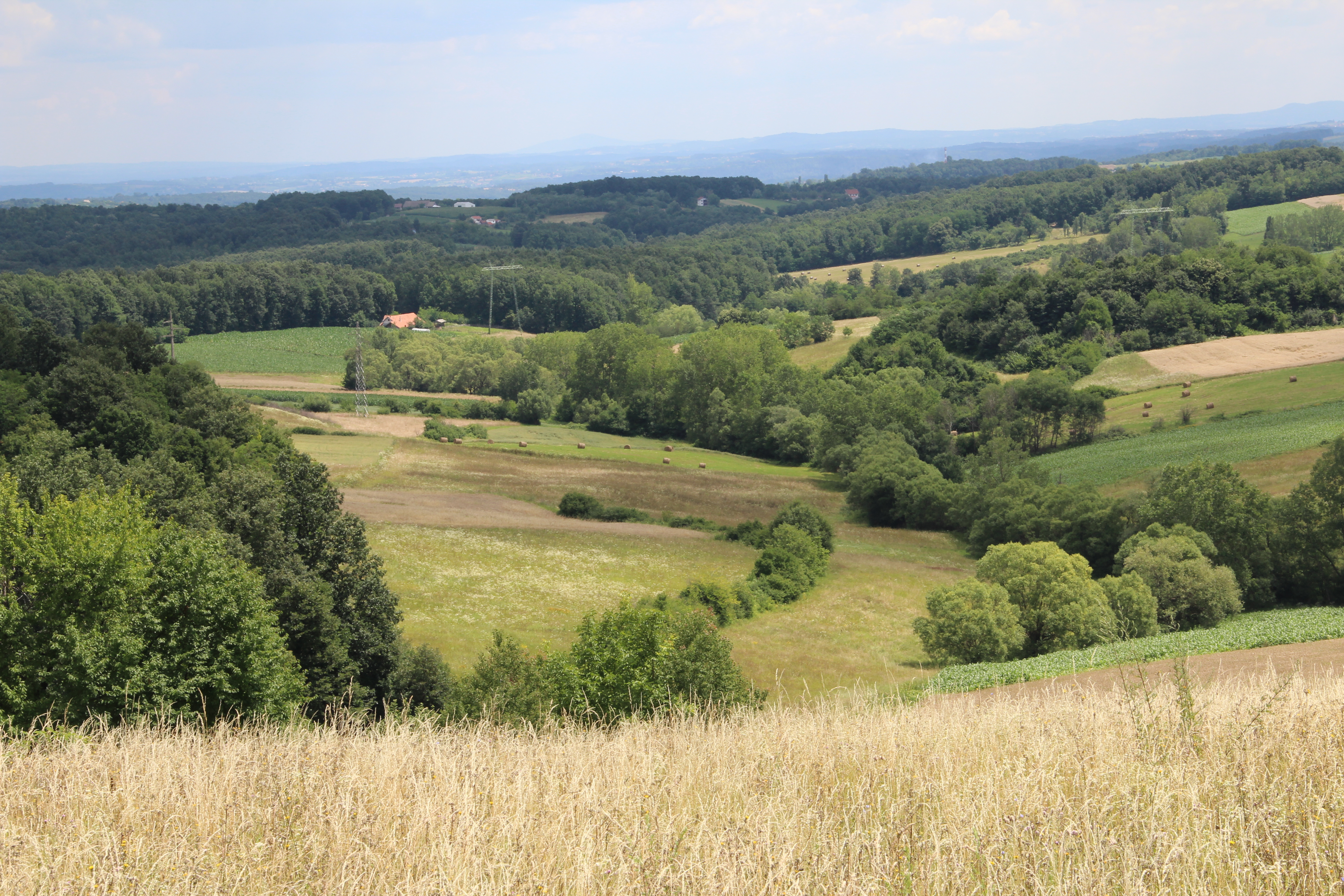
Dračić - panorama
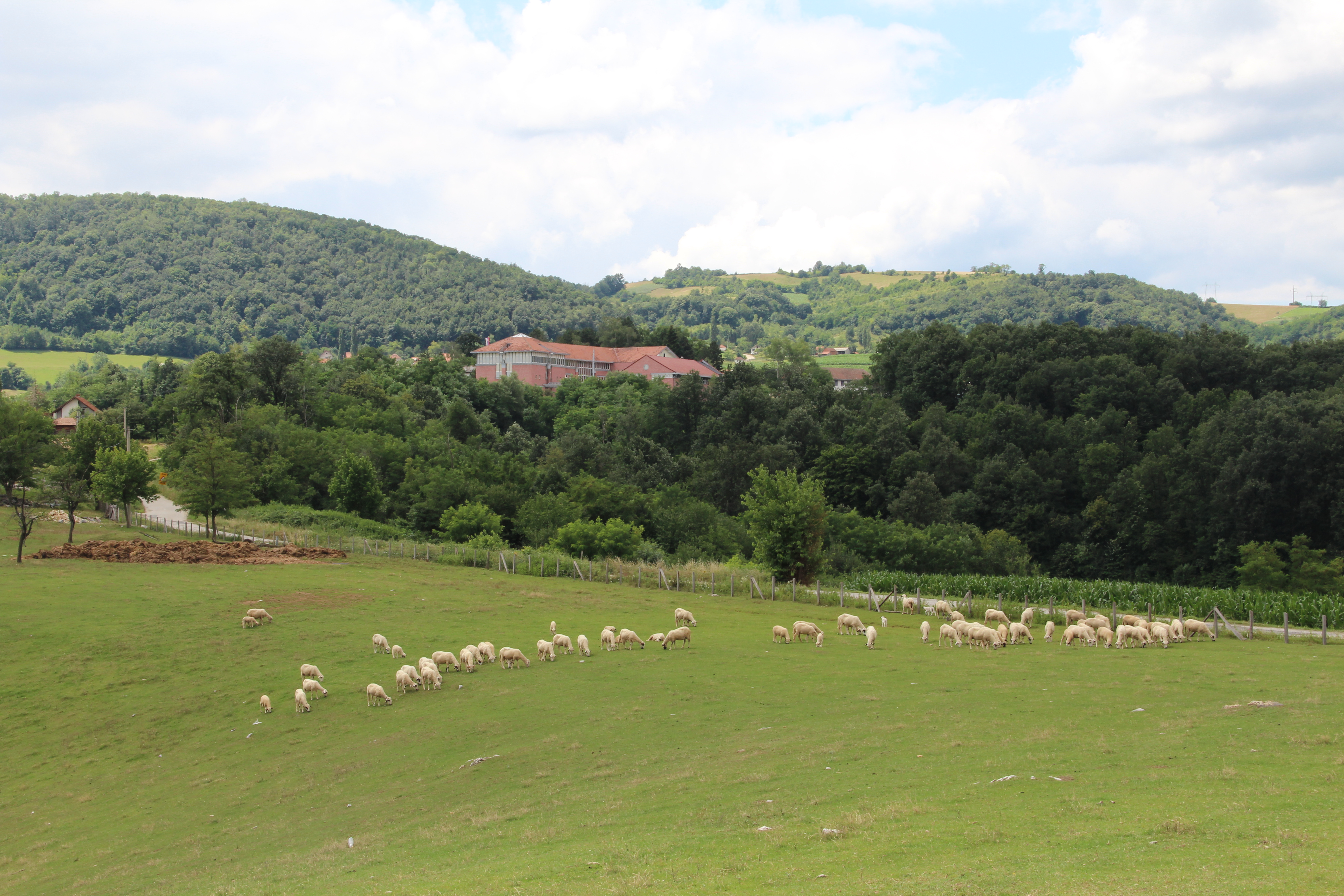
Dračić - panorama
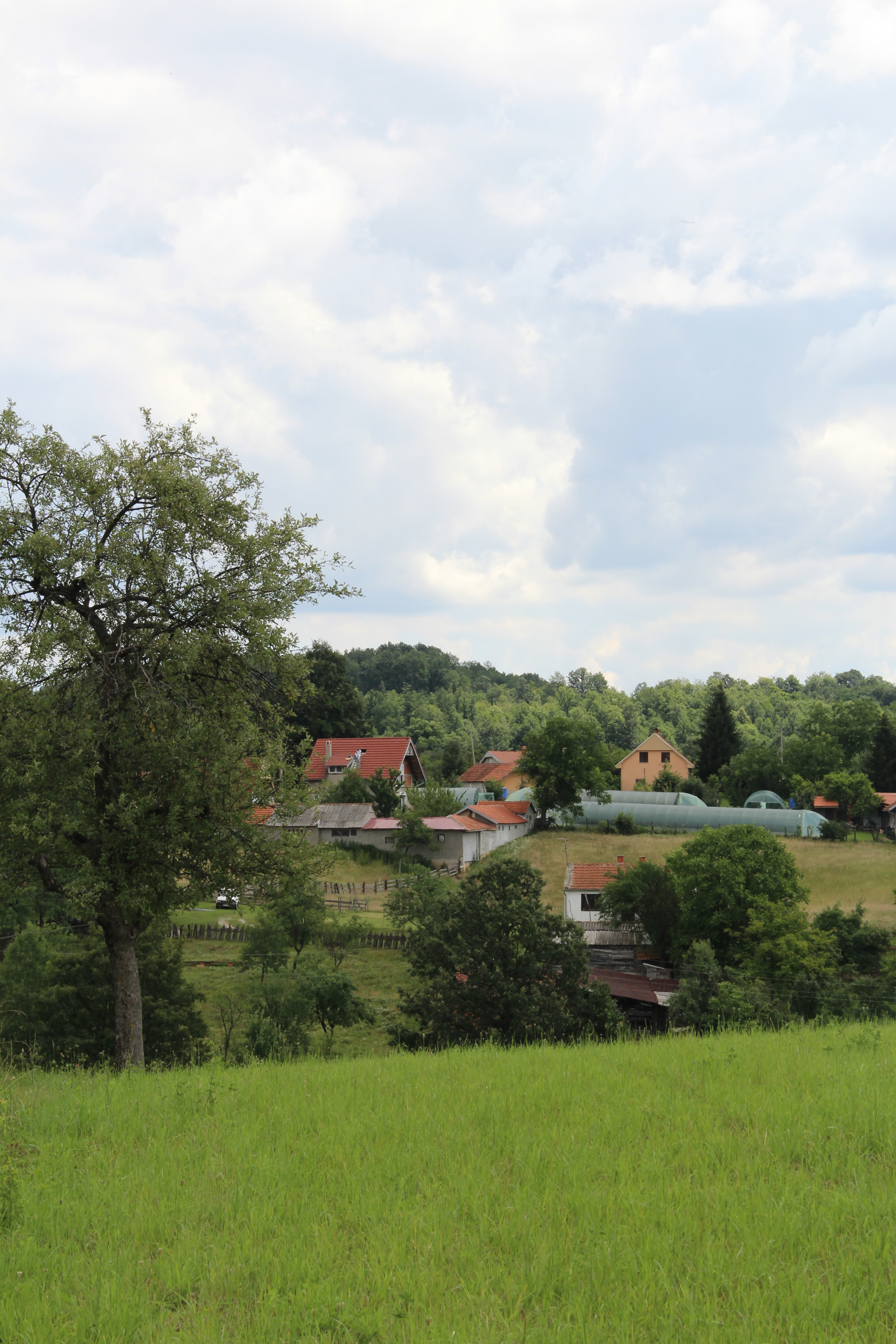
Dračić - panorama
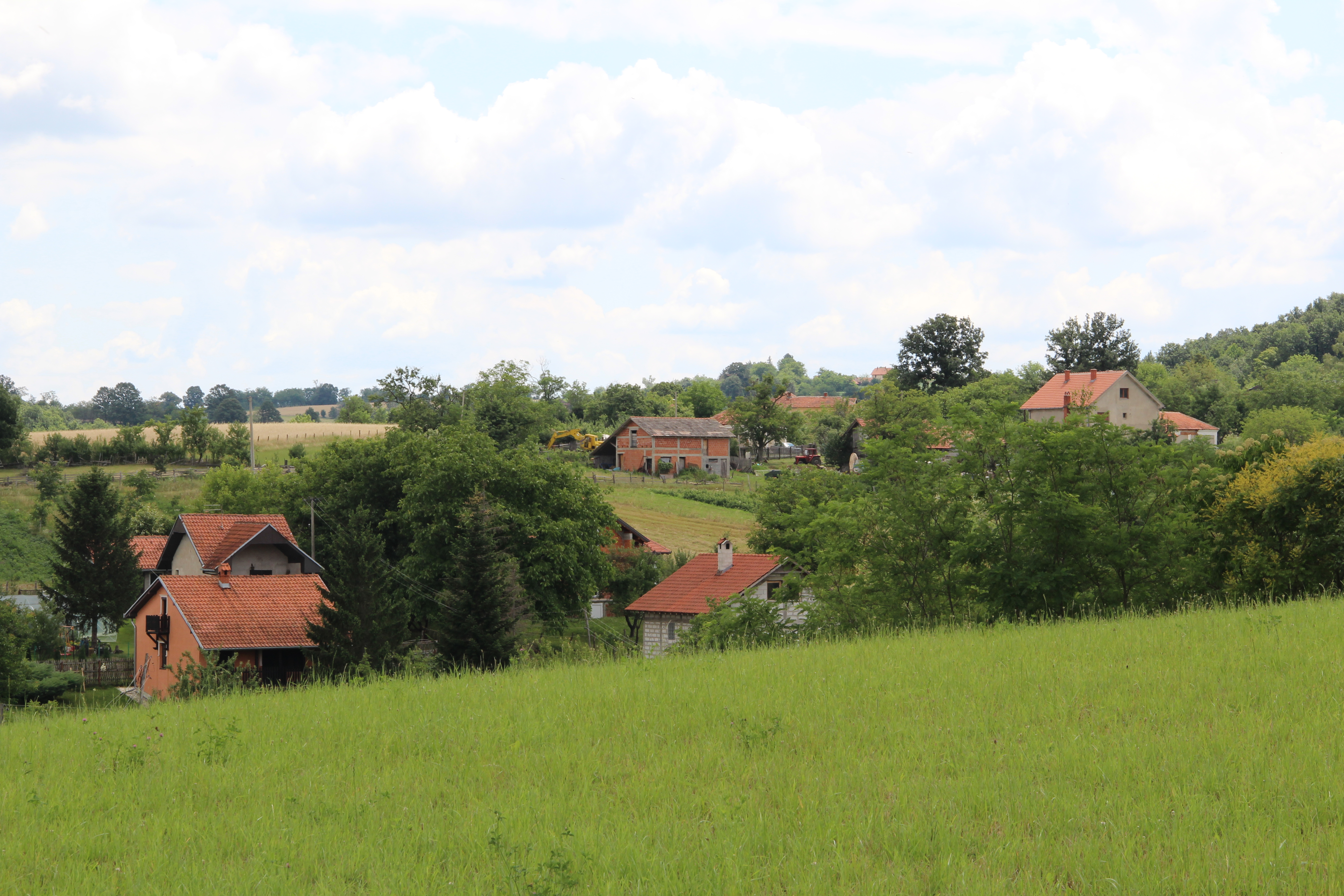
Dračić - panorama

## Démographie
| 1948 | 1953 | 1961 | 1971 | 1981 | 1991 | 2002 | 2011 |
| ---- | ---- | ---- | ---- | ---- | ---- | ---- | ---- |
| 311  | 399  | 304  | 308  | 290  | 280  | 264  | 267  |

|  |